# Kasala Kamanga
Kasala Kamanga (ur. 18 grudnia 1960 w Lubumbashi) – koszykarka z Demokratycznej Republiki Konga, olimpijka.
Wraz z reprezentacją narodową wystąpiła na Letnich Igrzyskach Olimpijskich 1996 w Atlancie. Wzięła udział we wszystkich siedmiu spotkaniach, które rozegrała jej drużyna na tych igrzyskach. Kamanga zdobyła w nich 26 punktów (najwięcej punktów rzuciła w spotkaniu przeciwko Ukrainie – 10), dokonała także 12 zbiórek, 18 asyst, 8 fauli, 23 strat i 4 przechwytów. Jej drużyna uplasowała się na ostatnim 12. miejscu.
Była w składzie drużyny kongijskiej w turniejach kwalifikacyjnych do igrzysk olimpijskich w 1984, 1988 (47 punktów) i 1992 roku (52 punkty).
Uczestniczyła w mistrzostwach świata w 1983 roku, gdzie zagrała w czterech spotkaniach, zdobywając 8 punktów. W mistrzostwach świata w 1990 roku również zdobyła 8 punktów, występując w pięciu spotkaniach. W wieku 38 lat zagrała także na mundialu w 1998 roku (15 punktów w 5 meczach).